# Dalseo-gu
Dalseo-gu es un distrito en el oeste de Daegu, Corea del Sur. Limita Dalseong-gun en el norte, sur y oeste, y Seo-gu y Nam-gu en el este. Tiene una población de alrededor de 610.000, y una superficie de 62,27 kilómetros cuadrados. La población aumentó dramáticamente en la década de 1990, y ha sido de aproximadamente el nivel desde el 2000.

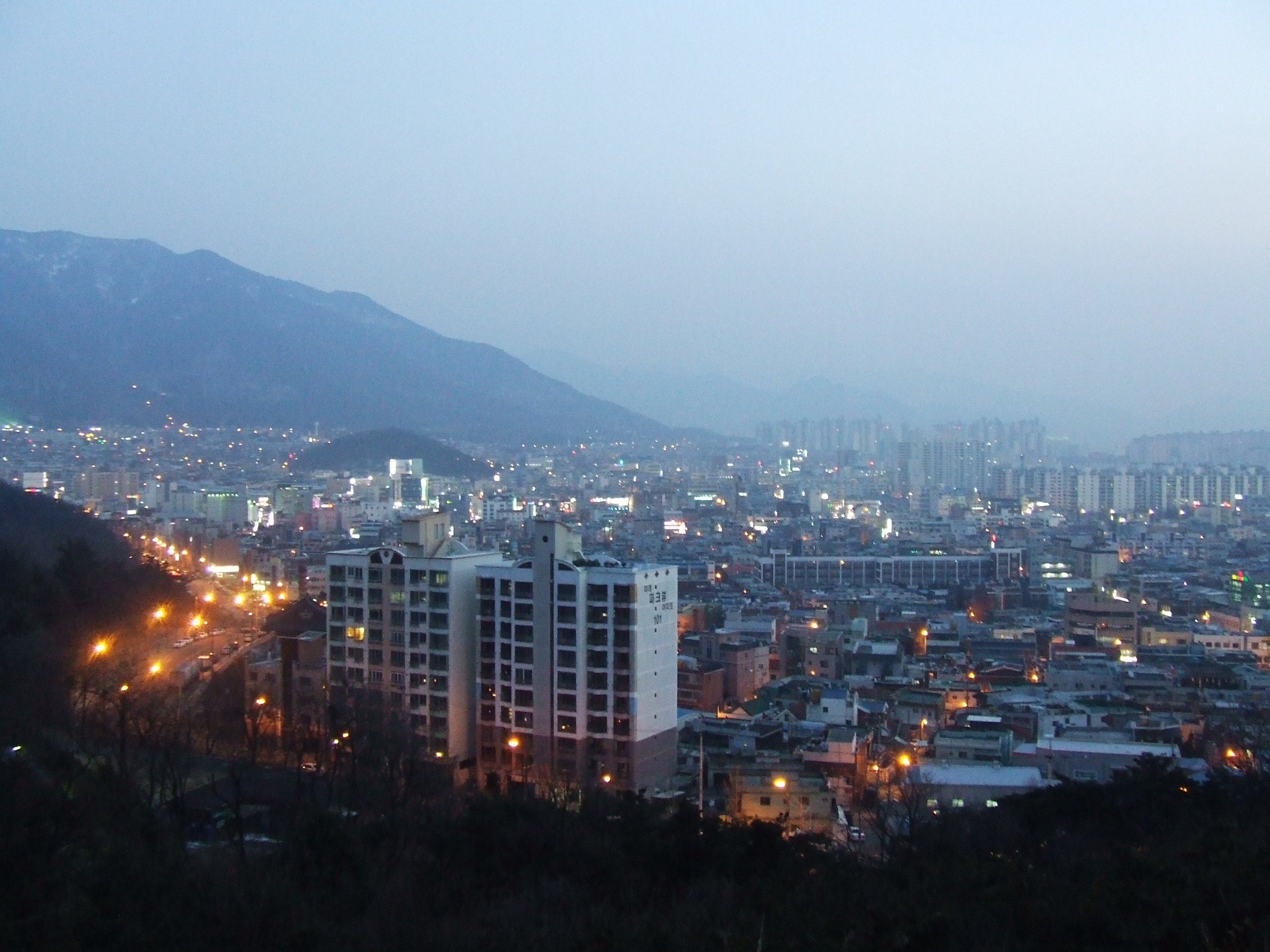
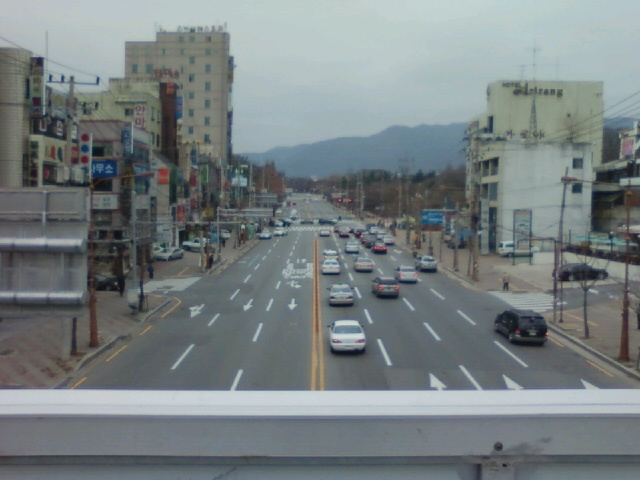
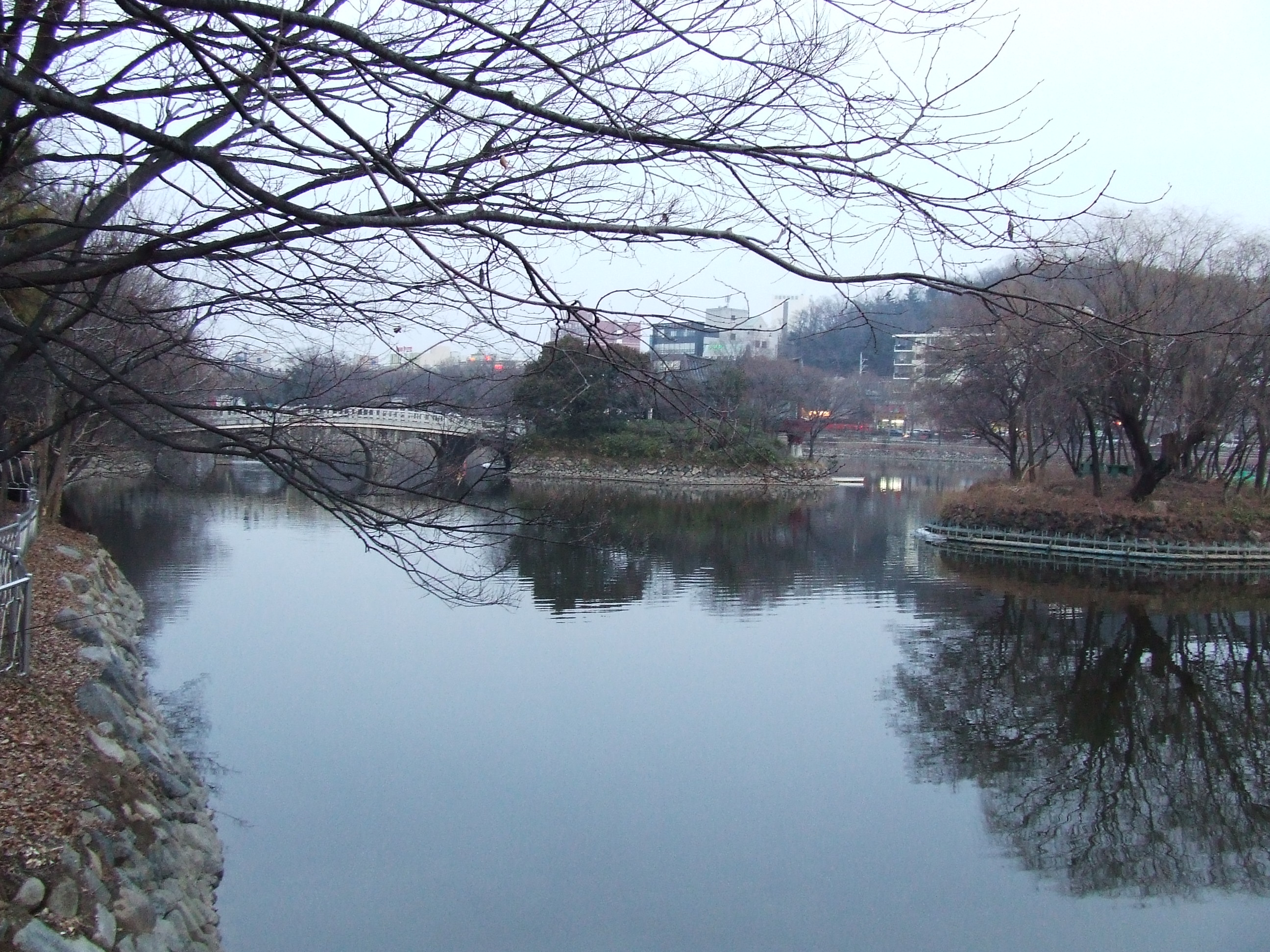

## Divisiones

- Bolli-dong
- Bon-dong
- Dowon-dong
- Duryu-dong
- Gamsam-dong
- Igok-dong
- Janggi-dong
- Jincheon-dong
- Jukjeon-dong
- Sangin-dong
- Seongdang-dong
- Sindang-dong
- Songhyeon-dong
- Wolseong-dong
- Yongsan-dong